# Lillian Leitzel
Leopoldina Alitza Pelikan, (Breslavia, 2 de enero de 1892-Copenhague, 15 de febrero de 1931) más conocida como Lillian Leitzel fue una acróbata alemana especialista en la disciplina de anillas romanas. Trabajó y se convirtió en una de las principales artistas del Ringling Brothers and Barnum & Bailey Circus. Es la miembro inaugural (a título póstumo) del International Circus Hall of Fame.

## Trayectoria
Leitzel nació con el nombre de Leopoldina Alitza Pelikan en una familia de artistas circenses. Fue hija de Nellie Pelikan, una acróbata checa, que la dio a luz a los 13 años tras sufrir abuso sexual. Fue nieta de Eduard Pelikan, un acróbata, payaso y forzudo, y sobrina de Adolf, un payaso conocido artísticamente por el seudónimo de Bluch Landolf. Es probable que su padre fuera o bien Willy Dosta, un artista de circo itinerante, o Edward J. Eleanore, un oficial del ejército húngaro y actor de teatro. Era hermana de Alfred Pelikan, quien más tarde se convirtió en director del Museo de Arte de Milwaukee.
Durante su infancia, Leitzel vivió en Alemania con sus abuelos maternos. Había recibido una buena educación y se había preparado para tener una carrera como concertista de piano. Con 14 años, se unió a la troupe acrobática de su madre, las Leamy Ladies, integrada por Lily Simpson y las tías de Leitzel, Tina y Toni Pelikan. La troupe realizó una gira por Europa en 1905. Medía 1,50 m de estatura y pesaba 45 kilos.

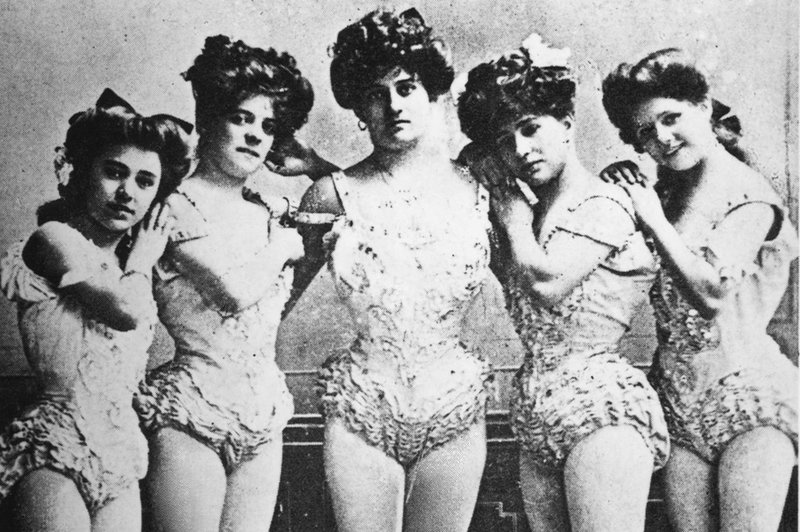
Las Leamy Ladies (a la izquierda, Lillian Leitzel) en 1905.

En 1910, llegaron a los Estados Unidos y actuaron en el Ringling Brothers and Barnum & Bailey Circus. La troupe se disolvió posteriormente y sus miembros regresaron a Europa, pero Leitzel se quedó para intentar actuar en el circuito de vodevil estadounidense.  
En 1915, South Bend, Indiana, un agente del Ringling le ofreció un contrato. Leitzel se convirtió en una estrella y en una de las principales artistas del Ringling. Fue la primera artista del circo en encargar su propio vagón Pullman privado completamente equipado, con su piano de media cola incluido.
En su entorno, era conocida por su mal temperamento. Era habitual presenciar a Leitzel insultando o abofeteando a un peón que no ajustaba su aparejo exactamente a su gusto. Además, solía perder los papeles con su doncella, Mabel Cummings, y la despedía y la volvía a contratar varias veces al día. Como contrapunto, los niños de la compañía la llamaban tita Leitzel, y organizaba fiestas de cumpleaños para sus compañeros en su vestidor privado.
Se casó tres veces. La identidad de su primer marido es desconocida. Luego se casó con Clyde Ingalls en 1920 y se divorciaron en 1924. Su tercer marido fue el trapecista mexicano, Alfredo Codona, con quien se casó en 1928.
El 13 de febrero de 1931, Leitzel cayó al suelo mientras actuaba en el Valencia Music Hall de Copenhague, como consecuencia de la ruptura de la pieza de que sostenía la cuerda en su aparejo. En aquel momento, Leitzel y Codona estaban actuando en Europa por separado. Al enterarse del accidente, su esposo se apresuró para llegar a Copenhague. Al dar ella muestras de mejoría, Codona regresó a Berlín con su compañía. Sin embargo, Leitzel murió el 15 de febrero, dos días después de la caída, a los 39 años.

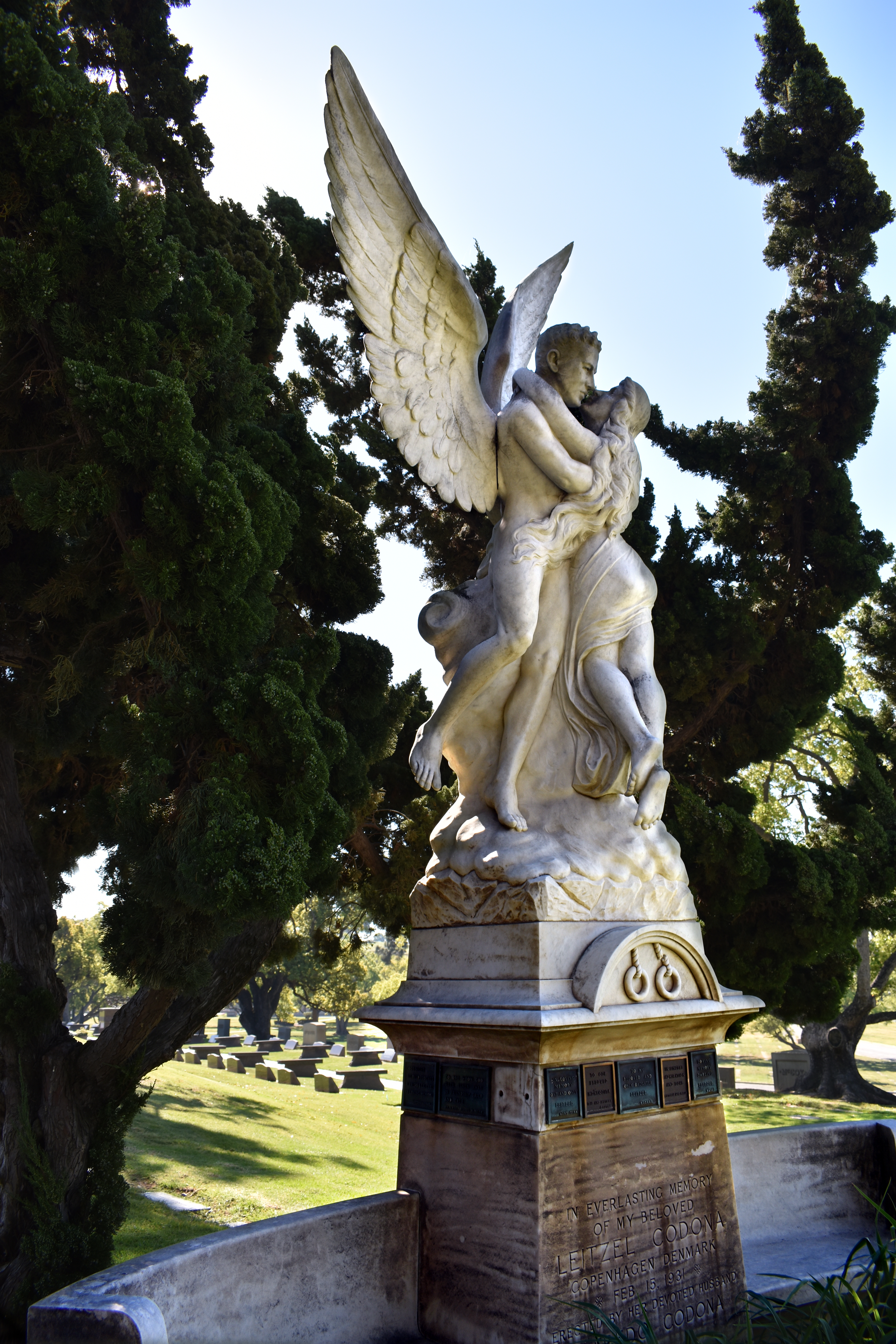
Reunión, encargada por Alfredo Codona para la tumba de Lillian Leitzel en Inglewood Park.

Fue enterrada en Cementerio Inglewood Park en Inglewood, California. En su lápida se puede contemplar la obra Reunión, una estatua de 3 metros que muestra a Codona con alas de ángel y abrazándola; y en la base, dos anillos romanos, uno de ellos roto como símbolo del día de su muerte. La inscripción reza: En memoria eterna de mi querida Leitzel Codona / Erigida por su devoto marido, Alfredo Codona.

## Espectáculo circense
Para subir a las anillas, Leitzel daba volteretas por la cuerda con una compleja técnica gimnástica llamada roll-up, deteniéndose después de cada vuelta para lanzar besos al público. La actuación en las anillas incluía volteretas casi verticales (planges) sobre un único brazo mediante la dislocación momentánea del hombro en cada una de las vueltas, consiguiendo que su cuerpo se torsionara sobre su hombro repetidamente, un movimiento conocido como swingovers, a veces hasta cientos de veces, como prueba de resistencia. Alentaba al público a contar cada vuelta al unísono.A menudo ejecutaba su número a 15 o 20 metros de altura, sin utilizar red ni otros dispositivos de seguridad.

## Reconocimientos

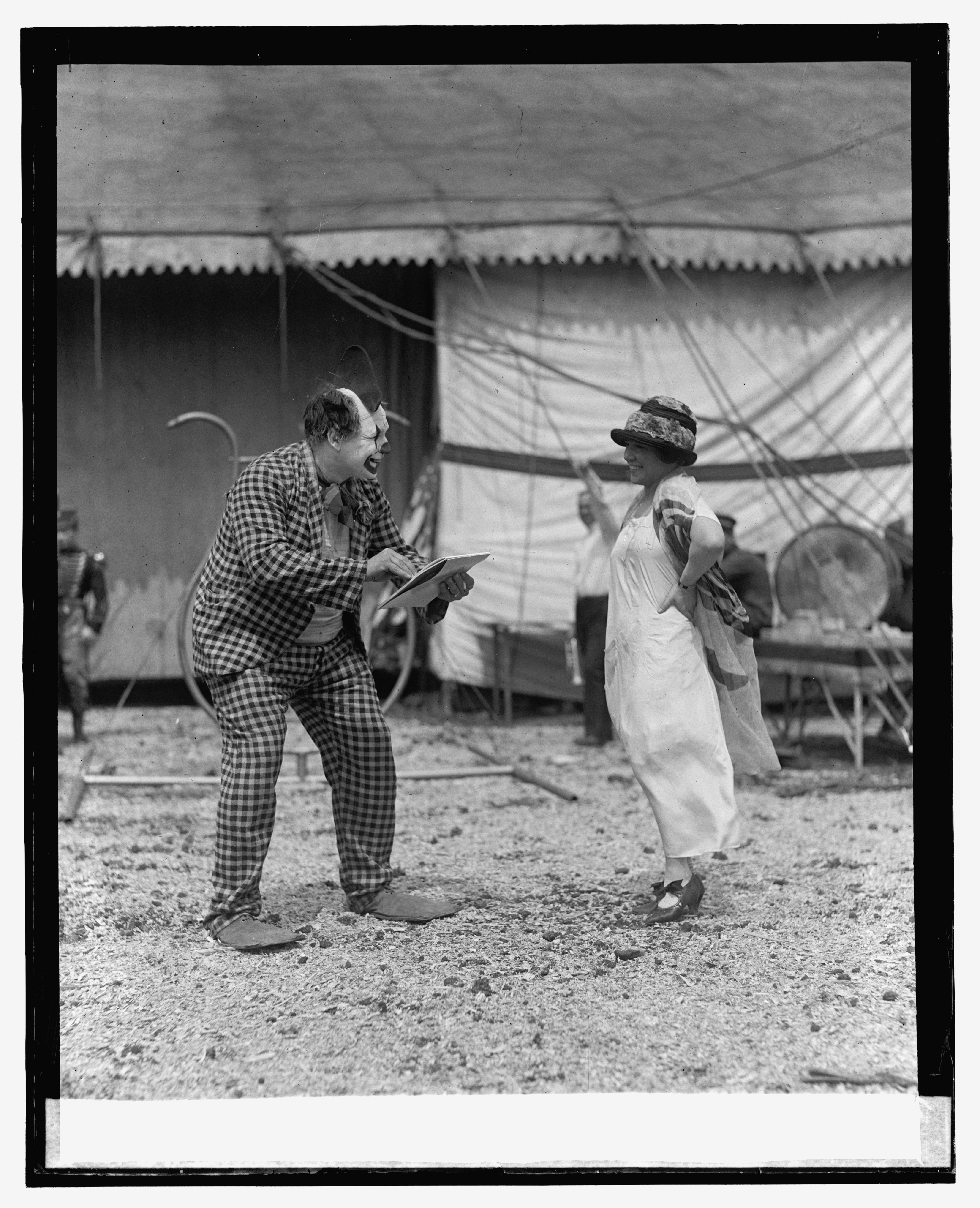
Leitzel actuando en 1925.

En 1938, el escultor estadounidense Chaim Gross realizó una escultura de Leitzel que forma parte de la colección del Museo Metropolitano de Arte de Nueva York.
Fue elegida como la primera integrante, a título póstumo, del International Circus Hall of Fame en 1958, galardón que se entrega desde ese año a los más importantes artistas de circo, músicos, promotores, periodistas y dueños de espectáculos circenses del mundo. Los nominados son analizados y escogidos por un jurado, el ganador se anuncia y celebra durante la semana del circo, en el mes de julio en el Peru Circus Winter Quarters, ubicado en Indiana..
En 1989, fue incluida en el Circus Ring of Fame, por ser una super estrella aérea, más conocida como "La reina del circo" en el siglo XX. Este reconocimiento se otorga a las personas que durante su trayectoria han contribuido significativamente al arte y a la cultura circense. La nominación corresponde al público y la selección de los ganadores a un jurado compuesto por artistas, historiadores, académicos y conocedores del circo de diferentes partes del mundo. El premio consiste en una placa de bronce, con forma de rueda de carreta, que se exhibe en el St. Armands Circle Park, ubicado en Sarasota, Florida.
En 2010, la trapecista Pinito del Oro publicó Circus love story: biografía novelada de Lillian Leitzel y Alfredo Codona. En 2013, se publicó el libro Queen of the Air: A True Story of Love and Tragedy at the Circus, una biografía sobre Leitzel.
Un año después, un antiguo cartel de circo con su imagen se utilizó en un sello postal de los Estados Unidos emitido como parte de un conjunto el 5 de mayo de 2014.